# ريغان دان
ريغان دان (بالإنجليزية: Reagan Dunn)‏ هو سياسي أمريكي، ولد في 1971. حزبياً، نشط في الحزب الجمهوري.

## وصلات خارجية
- الموقع الرسمي